# تراموا ادینبرو
تراموا ادینبرو (انگلیسی: Edinburgh Trams) سیستم تراموا و قطار سبک شهری در ادینبرو، اسکاتلند است.
این تراموا که در سال ۲۰۱۴ تأسیس شده دارای یک خط، ۱۵ ایستگاه و ۱۴ کیلومتر طول می‌باشد.

## نگارخانه

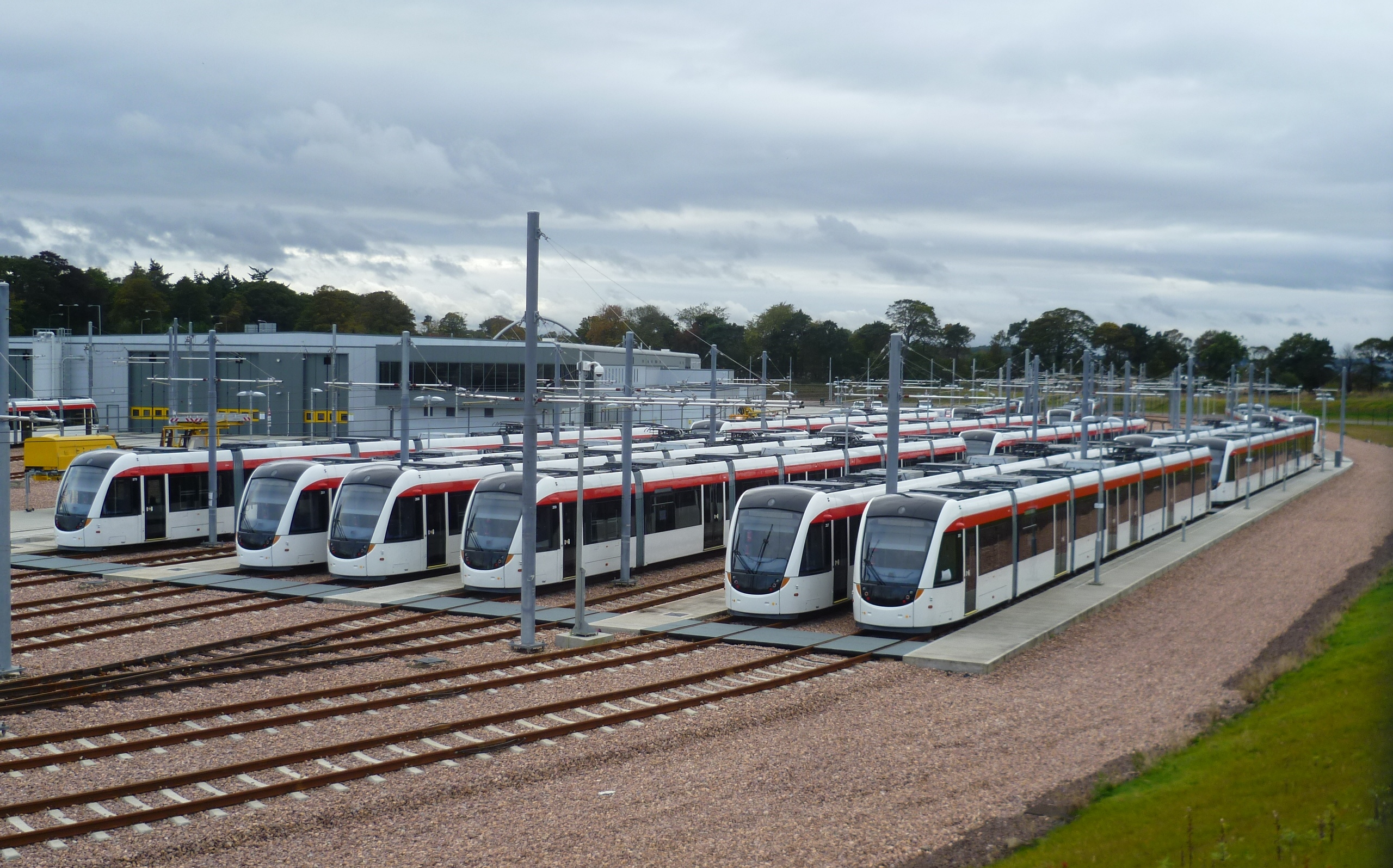
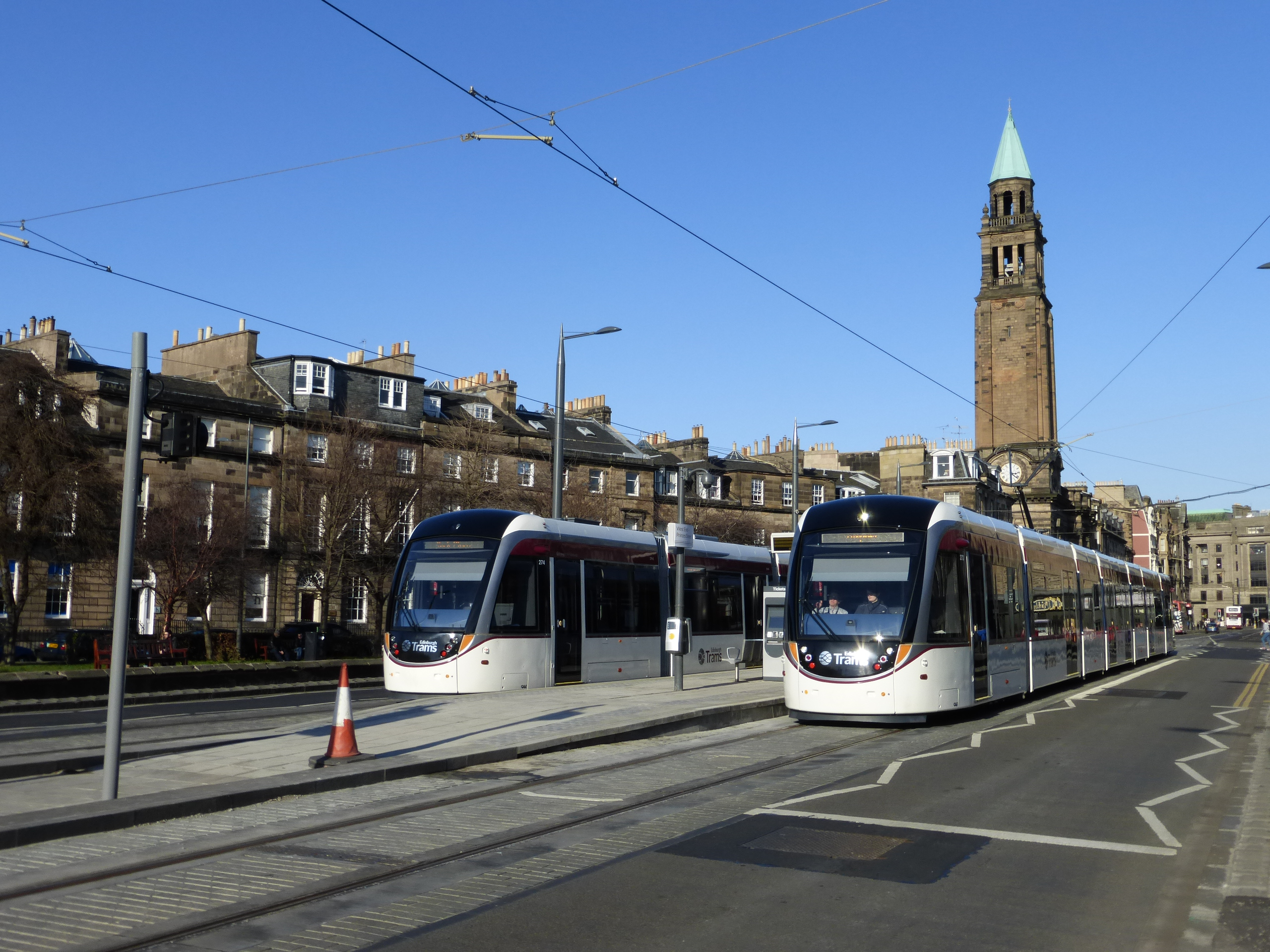
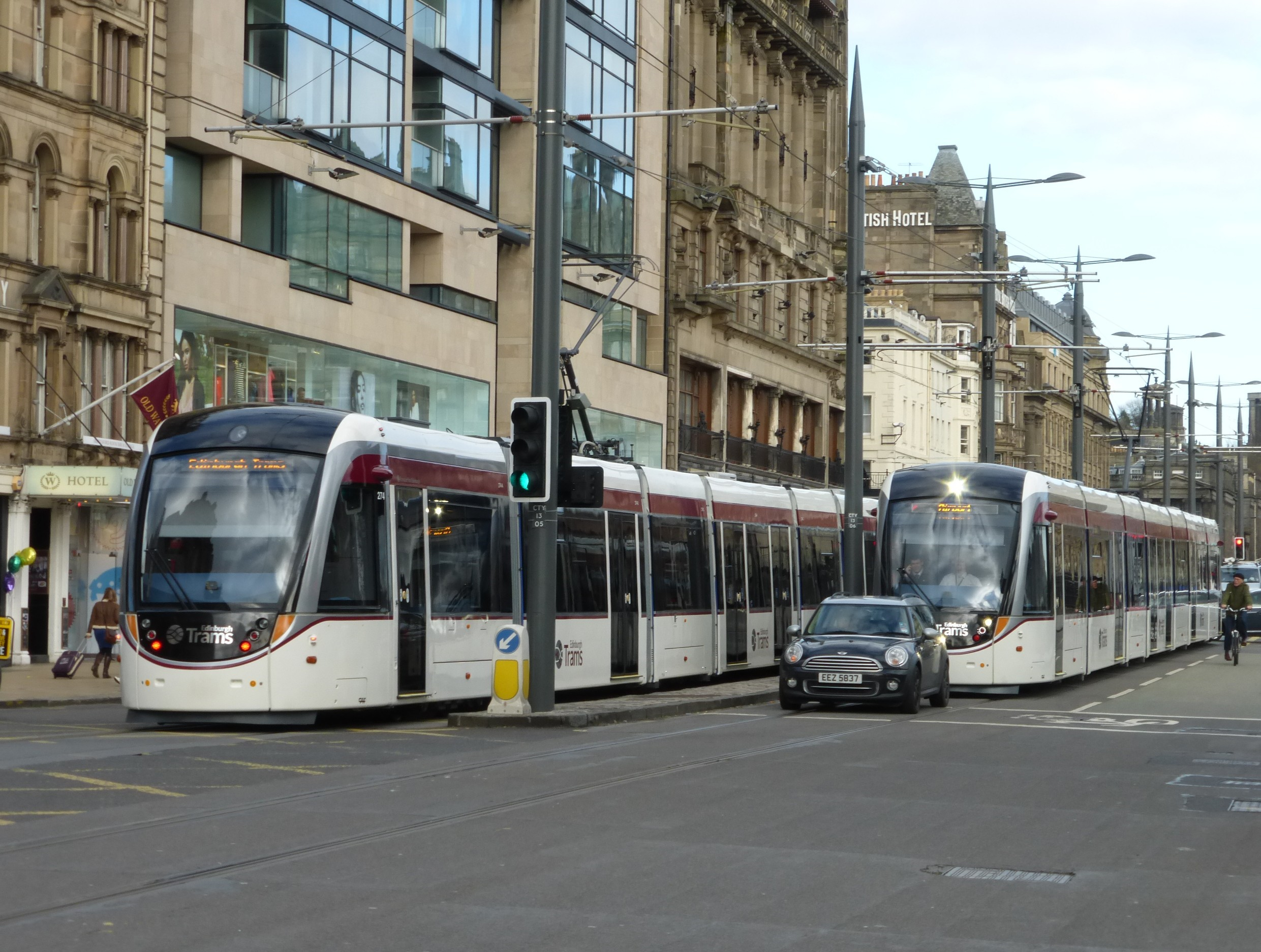
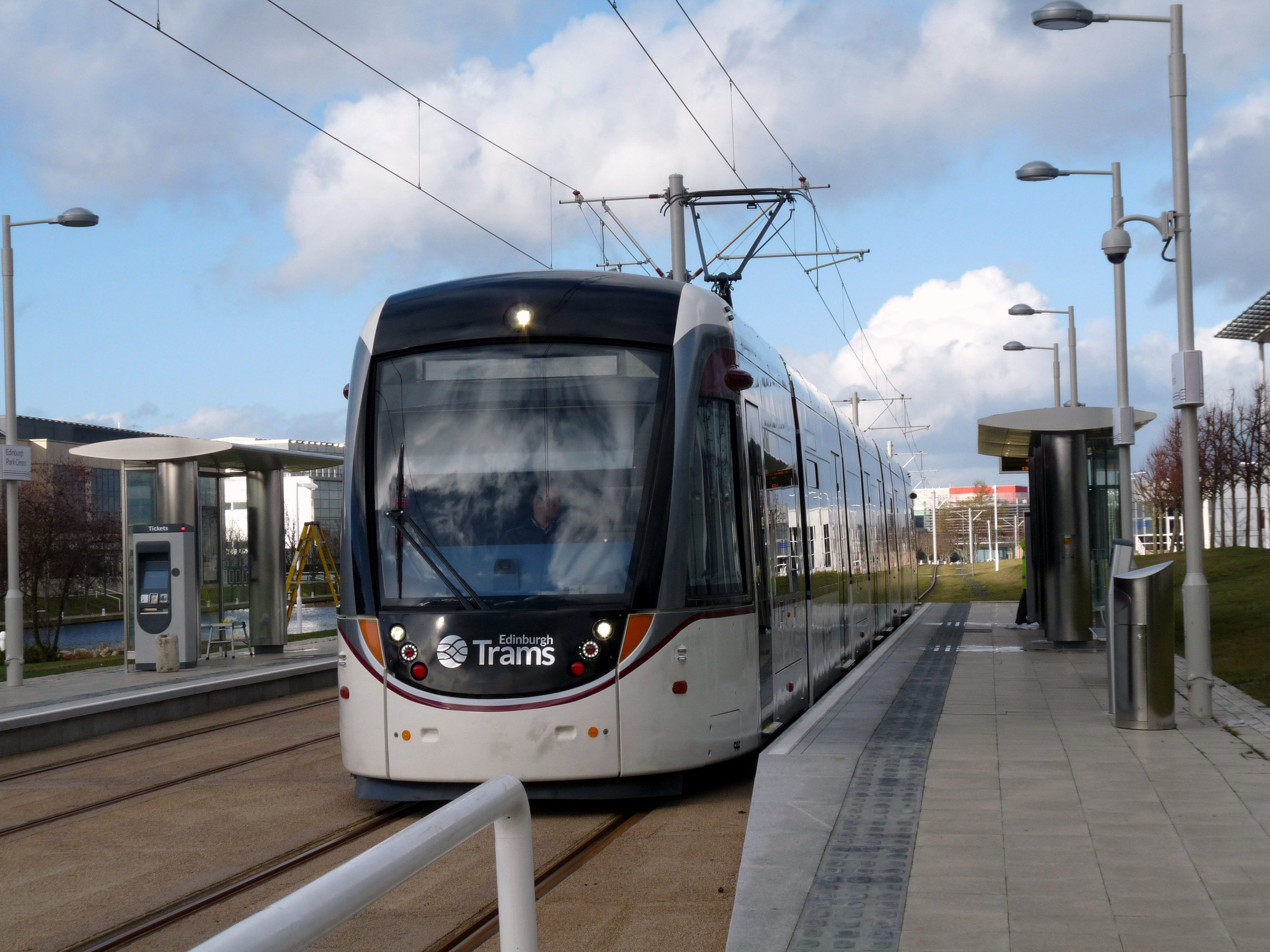